# Casal de São Simão

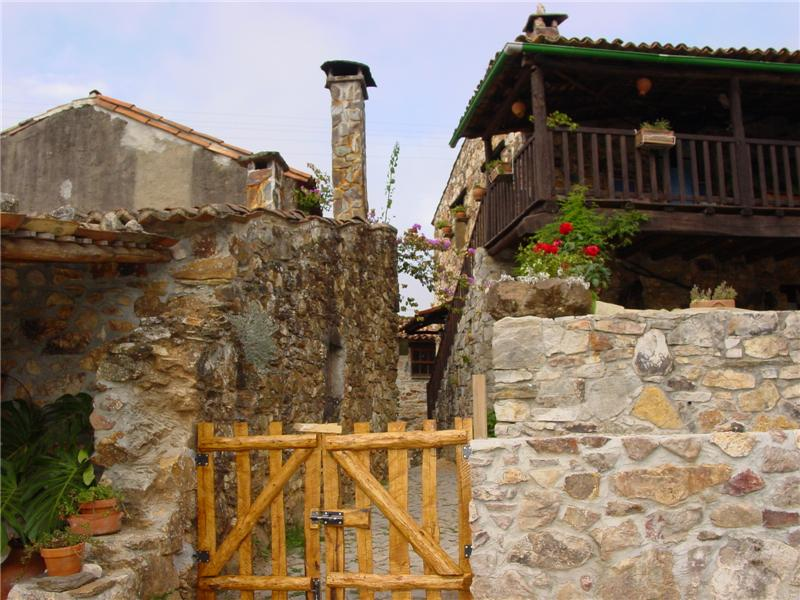
Aldeia de Xisto do Casal de S. Simão

A aldeia de Casal de São Simão está situada na freguesia de Aguda, município de Figueiró dos Vinhos e faz parte da rede das Aldeias do Xisto.A aldeia eleva-se numa paisagem dominada pelas serras circundantes, nomeadamente a serra de S. João, a serra do Cercal, a Relva Grande e o Outeiro da Cabeça, que se vai ligar às monumentais Fragas de S. Simão.
O material construtivo predominante é o quartzito, decorrente da implantação do povoado na lateral de uma crista quartzítica. A malha urbana é simples e linear, estruturada ao longo da, praticamente, única rua da aldeia.

## Património
- Ponte de São Simão que é referida como tendo uma base construtiva do período do domínio romano.
- Fontanário em que a água provém de uma nascente situada na encosta do outro lado do vale e está datado de 1939.
- Ermida de São Simão que data do século XV e localiza-se à entrada da aldeia. É dedicada a São Simão, que está no altar-mor, e a S. Judas Tadeu.  A ermida possui uma inscrição gótica do século XV.  Na fachada sul pode contemplar-se um vão gótico, estilo que domina na parte mais antiga do templo. O alpendre, do mesmo período, possui 3 vãos de acesso sendo um deles tapado. O vão do lado sul possui gravada na pedra de fecho do arco a data 1675.
- Eira e Forno que bem como os inúmeros pequenos socalcos que envolvem a aldeia, testemunham um passado de atividade agrícola e de práticas de auto-subsistência.

## Pontos de interesse
- Fragas de São Simão[3]